# Flagstad (cràter)
Flagstad és un cràter d'impacte en el planeta Venus de 39,2 km de diàmetre. Porta el nom de Kirsten Flagstad (1895-1962), cantant d'òpera noruega, i el seu nom va ser aprovat per la Unió Astronòmica Internacional el 1991.